# San Diego Comic-Con International

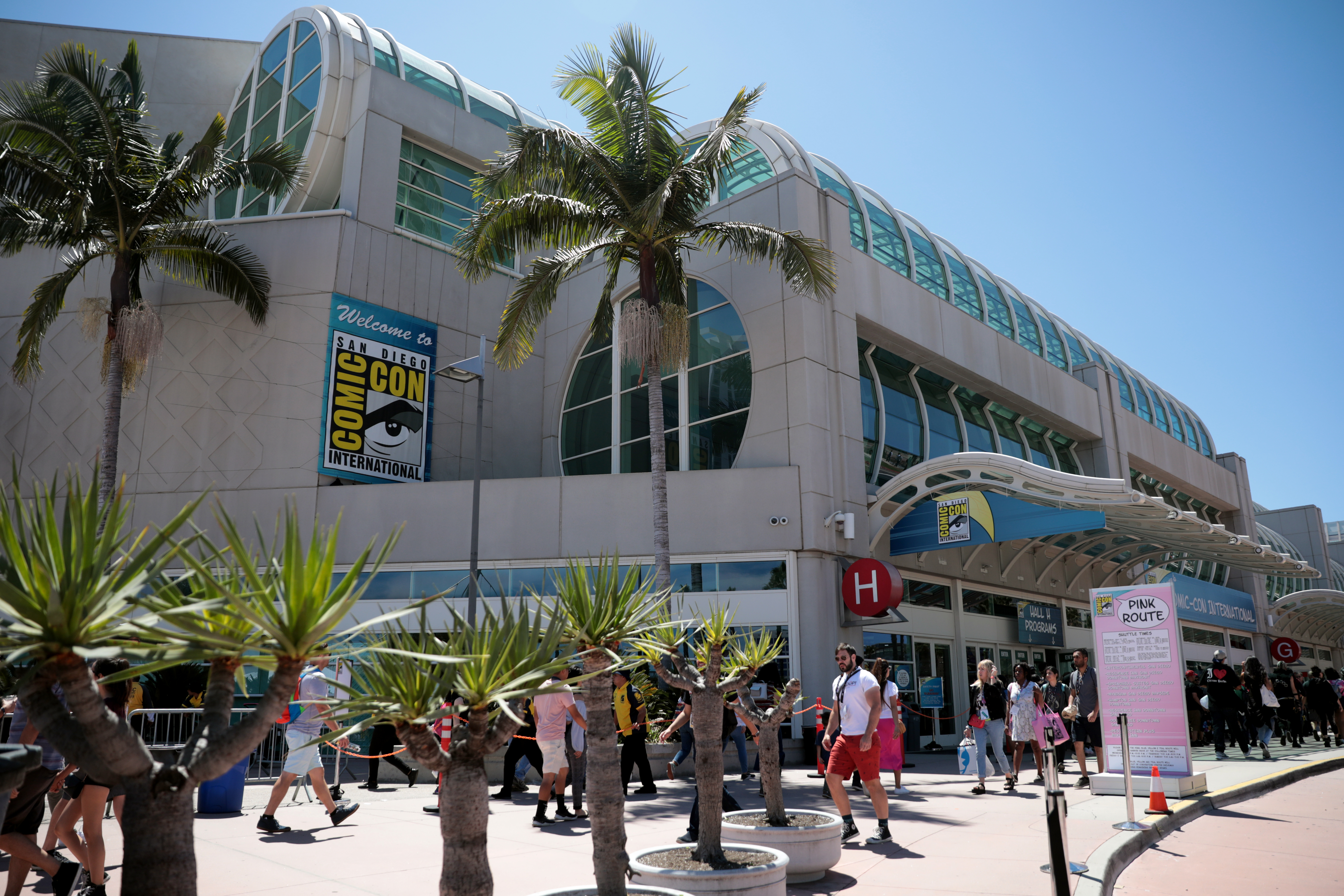
Das San Diego Convention Center während der San Diego Comic-Con International 2019

San Diego Comic-Con International (SDCC), meist San Diego Comic-Con oder nur Comic-Con genannt, ist eine seit 1970 jährlich im kalifornischen San Diego stattfindende Comic-Veranstaltung.
Die Comic-Con ist momentan die weltgrößte Comicmesse ihrer Art. Im Gegensatz zur vierfach stärker besuchten japanischen Comiket geht es bei der Comic-Con weniger um Verkauf als vielmehr um Austausch. Obwohl ursprünglich als reine Comicbuchmesse konzipiert, bietet sie heute auch breiten Raum für Themen wie Horror, Science-Fiction oder Fantasy auch aus anderen Medien wie etwa Film und Fernsehen. Zahlreiche Cosplayer nutzen sie für Auftritte in möglichst originellen bzw. originalen Superheldenkostümen.
Seit 2015 gibt es in Deutschland namensgleiche Veranstaltungen.

## Geschichte

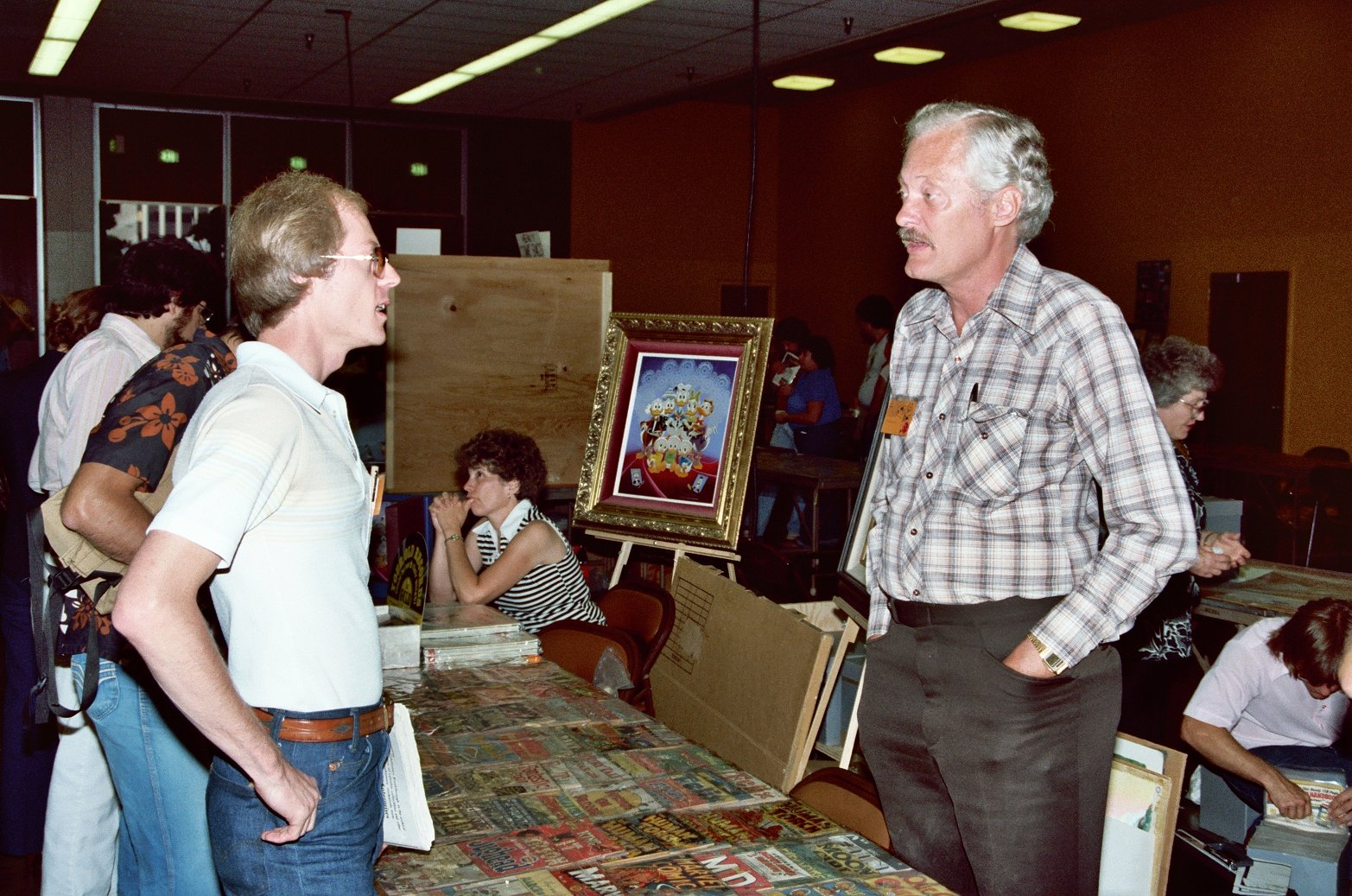
Verleger Bruce Hamilton (re.) mit dem Herausgeber des Comics Buyer's Guide Alan Light auf der San Diego Comic-Con 1982

Zur ersten Messe 1970 kamen 300 Besucher. Im Jahre 2006 zeigten sich erstmals Anzeichen, dass das San Diego Convention Center bei steigenden Besucherzahlen für die Veranstaltung zu klein sein würde. Seit 2010 finden zur Entlastung des Centers einige Teile der offiziellen Messeveranstaltungen in umliegenden Hotels und Nachbargebäuden statt, zum Beispiel im PETCO Park, dem Baseballstadion der San Diego Padres. 2012 wurde die Messe von über 130.000 Fans besucht. In den letzten Jahren gab es immer mehr Fernsehpanels; so waren 2013 über 100 Serien-Panels gemeldet.

## Comic Cons in Deutschland
Nach dem Vorbild der San Diego Comic-Con wurden entsprechende Veranstaltungen als deutsche Pendants organisiert:
Die erste German Comic Con fand am 5. und 6. Dezember 2015 in den Westfalenhallen in Dortmund statt und war mit 30.000 Besuchern ausverkauft. Weitere Veranstaltungen folgten in Berlin, Dortmund, Frankfurt und München.
Die erste Comic Con Germany fand vom 25. bis zum 26. Juni 2016 auf dem Messegelände in Stuttgart statt und wurde von über 50.000 Menschen besucht.

## Sonstiges
- Die Handlung der Science-Fiction-Komödie Paul – Ein Alien auf der Flucht von 2011 beginnt und endet auf der Messe San Diego Comic-Con International.